# Юрковецька середня загальноосвітня школа І-ІІІ ступенів
Юрковецький ліцей Яришівської сільської ради Могилів-Подільського району Вінницької області, раніше Юрковецька середня загальноосвітня школа І-ІІІ ступенів — освітній заклад в селі Юрківці Могилів-Подільського району Вінницької області

## Історія[2]
Стара школа в селі Юрківці була заснована в 1880 році і носила назву Юрковецька Церковно-Приходська Школа.
Спочатку вчителями школи були дячки, пізніше вчителі, які закінчували духовну семінарію.  У школі навчалися чотири групи учнів: перша група – учні 9-10 років, яких нараховувалося 10-12; друга група – старші учні, яких було 10-15; третя група – випускники, яких було 8-10; четверта група – це так звані другорічники, їх було 8-10.
Навчання проводилося російською мовою. Вчили слов’нський буквар, молитвослов, часослов, псалтир, а Закон Божий - напам’ять. Навчання тривало від 15 листопада до 15 березня.  Деякі діти вчилися не більше місяця, батьки їх восени та весною не пускали до школи. Взимку учнів було 50-70, а весною – 30-40.  Уроки проводилися  за розкладом. Субота була днем повторювання вивченого за тиждень. У неділю всі учні повинні були йти на службу до церкви.
Першими вчителями старої школи був юрківчанин Козак Семен, а пізніше Січко Павло з села Яришева. Першою ученицею була Пасічник Ірина.
В 1895 році стара школа згоріла під час великої пожежі.
В 1897 році силами громади села була побудована нова школа, що отримала назву «Юрковецьке міністерське двокласне народне училище» та була прирівнена до міських класів.  У школі вивчали російську мову, арифметику, співи, фізкультуру, Закон Божий. У школі вчителювали всього троє вчителів, відомі прізвища двох з них: Грицак і Стецюк.
До 1917 року в приміщенні школи було всього дві класні кімнати і квартира директора школа, а згодом добудували 7 класних кімнат.
В 1933 році з початкової школи була створена семирічна, а з 1952-1953 н.р. – середня. У школі в середньому навчалося 325 учнів. Заняття проводилося в дві зміни. Перед Німецько-Радянською війною  директором школи  був Капінос Іван Григорович, а завучем – Руденко Іван Тихонович.
Під час Німецько-Радянської війни у липні 1941 року село було окуповане румунськими військами, село увійшло до складу Трансністрії. У приміщеннях школи внаслідок боїв не залишилося вікон і дверей, столів і парт. Школа була розграбована, навчання припинилося. Приміщення школи окупанти використали для казарми.
20 березня 1944 року в село було звільнено військами Червоної Армії, восени 1944 року почалося навчання в школі.
-  у 1961-1962 навчальному році в школі побудовано майстерню з двох класних кімнат – по дереву і по металу;        
-  у  1973 році біля центрального корпусу школи побудовано шкільну їдальню на 80 посадочних місць;
-  у  1975 році школа перейшла на кабінетну систему навчання.
Згодом створені кабінети історії, української мови і літератури, кабінет початкових класів, зарубіжної літератури, оновлені кабінети фізики, хімії, біології. Неодноразово піднімалося клопотання про будівництво нової школи, спортзалу; з 1989 року було розпочато будівництво, але в зв’язку з розпадом СРСР  зупинилося. 
У 1996-1997 роках, коли йшла підготовка до 100-річчя школи, її  було  перекрито та оштукатурено ззовні.

## Директори школи
- Капінос Іван Григорович (в період до Німецько-Радянської війни)
- Щупель Олексій Йосипович (з 1944 по 1951 рік)
- Борочин Мойсей Кисельович (з 1951 по 1959 рік)
- Пасічник Григорій Федорович (з 1959 по 1964 рік)
- Проданець Іван Назарович (з березня 1963 року по 15 серпня 1963 року)
- Будяк Леонід Васильович (з 1 вересня 1964 року по 1966 рік)
- Серенович Василь Петрович, на той час завуч школи (виконував обов’язки директора школи з 1966 року по 15 серпня 1967 року)
- Українець Павло Кіндратович (з 1 вересня 1967 року по 30 грудня 1967 року)
- Севернюк Григорій Йосипович (з січня 1968 року по 15 серпня 1968 року)
- Серенович Василь Петрович (з 1 вересня 1968 року по 15 серпня 1984 року)
- Сема Михайло Порфирович (з 1 вересня 1984 року по )
- Апостол Наталія Аркадіївна (по теперішній час)